# Chiddes (Saône-et-Loire)
Chiddes é uma comuna francesa na região administrativa de Borgonha-Franco-Condado, no departamento de Saône-et-Loire. Estende-se por uma área de 7,61 km². Em 2010 a comuna tinha 95 habitantes (densidade: 12,5 hab./km²).